# Landkreis Fürth
Landkreis Fürth er en landkreis i Regierungsbezirk Mittelfranken i den tyske delstat Bayern.

## Geografi
Der Landkreis Fürth ligger vest for storbyområdet Nürnberg, som også byerne Zirndorf, Stein og Oberasbach er en del af. Mod vest går landkreisen over i det mere landbrugsprægede vestlige Mittelfranken. Landkreis Fürth er arealmæssigt den mindste Landkreis i  Bayern. En højslette gennemskæres af brede dale med floderne Bibert, Zenn og flere mindre floder. I den nordlige del af landkreisen giver forekomster af ler basis for en omfattende teglværksindustri.

### Nabokreise
Nabokreise er mod nord Landkreis Erlangen-Höchstadt, mod øst de kreisfri byer Nürnberg og Fürth, mod syd Landkreis Roth, i sydvest Landkreis Ansbach og i nordvest Landkreis Neustadt an der Aisch-Bad Windsheim.

## Byer og kommuner
Landkreis Fürth består af 14 kommuner, hvoraf de 4 har Stadsret.
Kreisen havde 117387  indbyggere pr.  2018-12-31

| Byer 1. Langenzenn (10665) 2. Oberasbach (17672) 3. Stein (13996) 4. Zirndorf (25596) Købstæder (markt) 1. Ammerndorf (2058) 2. Cadolzburg (11188) 3. Roßtal (9868) 4. Wilhermsdorf (5387) Kommuner 1. Großhabersdorf (4193) 2. Obermichelbach (3321) 3. Puschendorf (2330) 4. Seukendorf (3128) 5. Tuchenbach (1341) 6. Veitsbronn (6644) |

Verwaltungsgemeinschafte
1. Obermichelbach-Tuchenbach
med kommunerne Obermichelbach og Tuchenbach
2. Veitsbronn
med kommunerne Seukendorf og Veitsbronn